# Lecocarpus
Lecocarpus es un género de plantas con flores perteneciente a la familia Asteraceae, nativo de las Islas Galápagos, Ecuador.  Comprende 5 especies descritas y de estas, solo 2 aceptadas.

## Taxonomía
El género fue descrito por Joseph Decaisne y publicado en Voyage Autour du Monde sur la Frégate la Venus Pendant les Années 1836-1839. Botanique 1846.

## Especies aceptadas
A continuación se brinda un listado de las especies del género Lecocarpus aceptadas hasta julio de 2012, ordenadas alfabéticamente. Para cada una se indica el nombre binomial seguido del autor, abreviado según las convenciones y usos.
- Lecocarpus lecocarpoides (B.L.Rob. & Greenm.) Cronquist & Stuessy
- Lecocarpus pinnatifidus Decne.